# Kawasaki Heavy Industries
Kawasaki Heavy Industries Ltd. (KHI) (川崎重工業株式会社 Kawasaki Jūkōgyō Kabushiki-gaisha?) este o companie multinațională japoneză, care produce motociclete, motoare, echipament greu, echipament militar și ambarcațiuni și are sediul la Minato, Tōkyō.